# Успенская церковь (Турку)
Успе́нская це́рковь (фин. Jumalansynnyttäjän kuolonuneen nukkumisen venäläisortodoksinen seurakunta Turussa) — православный храм-часовня, действовавший с 2001 по 2022 год и располагавшийся во II районе города Турку в Финляндии, примыкая к территории Генерального консульства Российской Федерации (с 2014 года проход на территорию храма осуществлялся со стороны музея ремёсел).
В 2022 году власти города Турку расторгли арендный договор, заключенный в 1988 году, согласно которому здание в котором располагалось церковь находилось в ведении Генерального консульства России. Перед передачей здания властям города, церковь находящаяся в нем была закрыта.
Юрисдикционно церковь входила в структуру патриарших приходов Русской православной церкви.
Престольный праздник — 15 (28) августа (Успение Богородицы)

## История прихода
Русский православный приход в Турку был открыт 28 августа 2001 года по инициативе Генерального Консула России в городе Турку В. В. Розанова и при поддержке Председателя Отдела внешних церковных связей Московского Патриархата митрополита Смоленского и Калининградского Кирилла
Структурно приход был включен в состав патриарших приходов в Финляндии, а решением Священного Синода настоятелем новообразованного прихода был назначен иеромонах Никита (Добронравов).
16 октября 2002 года храм был освящен епископом Балтийским Серафимом (Мелконяном) в сослужении представителя Московского патриархата в Финляндии протоиерея Виктора Лютика, настоятеля прихода иеромонаха Никиты (Добронравова) и благочинного норвежских приходов иеромонаха Климента (Хухтамяки). В качестве гостей на богослужении присутствовали Генеральный Консул России В. В. Розанов с супругой, вице-мэр города Турку Кайя Хартила, председатель городского совета города Каарина Ханну Хуурме и делегация евангелическо-лютеранской церкви Финляндии во главе с генеральным секретарем архиепископии господином Каллела.
В 2007 году Тихвинским Успенским мужским монастырем в дар храму были переданы купол и крест, которые были освящены 15 октября 2007 года епископом Егорьевским Марком (Головковым) во время совершения им богослужения в Турку.
Церковь закрыта городскими властями Турку с 1 августа 2022 года из-за вторжения России на Украину.

### Внутреннее убранство

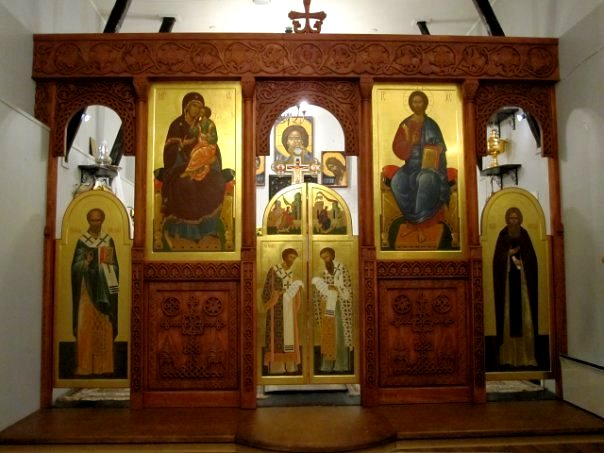
Иконостас Успенского храма

В 2002 году иконописцем из Сергиева Посада Александром Ачкасовым для Успенского храма были написаны иконы местного ряда иконостаса, Царские врата и диаконские вратницы, а проект резьбы иконостаса был разработан в 2009 году художником из Санкт-Петербурга Дмитрием Селивановым (им же в 2010 году выполнен ряд наружных фресок). Ряд икон для храма написала известная финская иконописица Мари Забышная.
В 2008 году по благословению архиепископа Владимирского и Суздальского Евлогия (Смирнова) настоятельницей Свято-Троицкого женского монастыря города Мурома игуменией Тавифой (Горлановой) храму была передана икона свв. кнн. Петра и Февронии Муромских с частицами их свв. мощей.
В 2010 году в дар от настоятельницы Ново-Голутвина монастыря в Коломне игумении Ксении храм получил икону св. преп. Сергия Радонежского с житием, выполненную в технике лицевого шитья.

### Хроника официальных визитов
За период существования Успенского храма при Генеральном Консульстве России в Турку, церковь посещали как епископы Русской Православной Церкви, так и иерархи других христианских конфессий, а также государственные и политические деятели.

## Некрополь
С 2002 года Успенский приход заботится о сохранении российских воинских и мемориальных захоронений на городском кладбище города Турку:
- Лебедев Александр (? — 13.11.1873), священник
- Лебедева Елизавета Н. (1836 — 21.12.1880), жена священника
- Нечаев Александр Тимофеевич (1845 — 22.08.1875), священник
- Скородумов Константин (01.10.1856 — 03.02.1935), священник
- Путьковский, Александр Захарович (? — 21.05.1849) — полковник, командир финляндского линейного батальона
- Денисов, Василий Николаевич (? — 15.05.1880) — полковник, командир № 19 казачьего полка
- Шишмарев, Дмитрий Семенович (14.10.1768 — 01.05.1830) — генерал-майор, начальник порта